# Batalla de Santa Bárbara
La batalla de Santa Bárbara tuvo lugar el 7 de octubre de 1815 en la estancia de Santa Bárbara, en la región de Chiquitos de la provincia de Santa Cruz de la Sierra (actual Bolivia). Después de que Ignacio Warnes haya efectuado la “campaña de Chiquitos”, reclutando en el Ejército Cruceño una cantidad considerable de indígenas, se enfrentó al Ejército Real, compuesta en su mayoría por indígenas, comandadas por Juan Francisco Udaeta y Juan Bautista de Altolaguirre.
Fue una importante victoria patriota para las provincias del Río de la Plata, ya que consolidó la victoria lograda en la batalla de Florida lograda un año antes, liberando el centro de Sudamérica, de la amenaza realista y protegiendo el lado oriental fronterizo con Brasil. Meses antes de la batalla, Santa Cruz, como provincia adherente a las Provincias Unidas del Río de la Plata –constituido como un Estado en formación a consecuencia de la asamblea del año XIII–, había iniciado su gobierno autónomo de las decisiones del directorio supremo rioplatense, tras la reelección de Warnes como gobernador por aclamación popular.
Es una de las batallas mejor documentadas, ya que Ignacio Warnes se ocupó de enviar a la Gazeta de Buenos Aires sus proclamas y respectivos partes de guerra, además de difundirlos en la provincia.

## Antecedentes
Tras conocer la victoria de La Florida, la muerte del coronel Joaquín Blanco y la aproximación del ejército cruceño, el coronel Francisco de Udaeta huyó de Santa Cruz de la Sierra hacia la zona oriental de la provincia, denominada Chiquitos, donde fungía como gobernador el coronel realista Juan Bautista de Altolaguierre y, colaborado por los curas de la zona, había organizado un ejército de 2500 hombres. 
El gobernador patriota Ignacio Warnes ingresó a Santa Cruz y, a la vez que ponía sus ojos en la amenaza de Chiquitos, tuvo que enfrentar una serie de movimientos políticos internos que desestabilizaban su gobierno. Entonces presentó renuncia al general José Rondeau. Sin embargo el pueblo cruceño lo reeligió de manera soberana el 11 de agosto, comprometiendo el vecindario apoyo para la campaña de Chiquitos. 
Días después emitió una proclama para reavivar los ánimos de la población, la misma que fue publicada en el número 26 de la Gazeta de Buenos Aires: 

Habitantes de esta Provincia. Por un resorte de la Providencia, tomé el mando de este Gobierno en las más críticas ocurrencias de nuestra revolución. Testigos sois todos vosotros de la conducta de mis operaciones militares, del incesante trabajo que he tenido, de los contínuos desvelos y pernotaciones que he pasado por solo mantener la seguridad de esta Provincia y defenderla, así de los enemigos interiores como de los exteriores. Hize mi renuncia ante el Sr. General en Xefe conociendo los peligros de una revolución, y la poca constancia y fortaleza de los que se preciaban de amantes de la libertad; y aunque se me admitió por aquel digno Xefe, la bondad de este benemérito Pueblo me reeligió el 11 del presente, haciendo que tomase posesión con las formalidades de estilo. Sigo ahora con la misma energía y empeño, y aun olvidado de mi mismo, por solo dar el lleno á las obligaciones de un cargo que me habeis confiado. Un deber tan sagrado como este no podré desempeñar sin que vosotros coadyuveis con el buen comportamiento de vuestras operaciones. Nunca más que ahora dareis pruebas de los nobles sentimientos de que os hallais revestidos, y de aquella propension que teneis á la quietud y tranquilidad pública.

Me hallo proximo á dirigirme á la Provincia de Chiquitos, y sacar á nuestros hermanos de la dura opresión que padecen baxo la tiranía del enemigo. Estoy satisfecho y lleno de la mayor confianza que mientras yo maniobre con mis tropas en aquella Provincia, os mantendreis quietos conservando la paz en que actualmente estais. Y si por algún acontecimiento tratase alguno ó algunos de perturbar el buen orden en que os dexo, ya con movimientos, alborotos, y lo vaucamientos, ó con qualquiera otro género de novedades, haré gravitar el peso de la rigorosa justicia sobre los delinqüentes, sin recurso alguno. Pero no llegará este caso, según tengo penetrado el carácter de los habitantes de este País, que no propenden á otra cosa, ni la desean, sino la paz. Quedaos con ella, inter que triunfan las armas de la Patria, para que todos disfrutemos sus felicidades en union y libertad.
Santa Cruz y Agosto 22 de 1815.
Ignacio Warnes.

## La campaña
El 27 de agosto de 1815, Warnes dirigió otra proclama a sus soldados, antes de marchar hacia Chiquitos al mando de 1600 hombres, a enfrentar a las fuerzas realistas que se habían hecho fuertes sobre la base de convenios con algunas comunidades indígenas. Luego comunica a Buenos Aires su próxima campaña y marcha el día 28. Dejó en su lugar al coronel José Manuel Mercado como gobernador. La proclama tiene el siguiente contenido:

Soldados de la Patria. Nuestros hermanos de Chiquitos nos llaman, y nuevas glorias se nos presentan para adornar el Templo de la Libertad de estas Provincias. La nueva Campaña que vamos a emprender baxo los auspicios del Todo-Poderosos que tan á descubierto nos manifiesta su protección, va á poner fin á los estragos de la guerra civil. Que pueda yo conduciros de la mano ante la presencia de nuestro Excmo. Supremo Director, y General en Xefe D. José Rondeau, para que conozca los héroes libertadores de la América del Sud, y que al pasar por entre nuestros Conciudadanos, fixen sus ojos en vosotros, y admiren vuestra constancia y valor. Juremos vencer, y la victoria nos coronará de laureles para que vivamos en unión y libertad.
Santa Cruz y Agosto 27 de 1815.
Ignacio Warnes.

Salió al día siguiente por el camino antiguo hacia la misión jesuítica de San José de Chiquitos, llegando a cruzar el río Grande el 6 de setiembre. Pero allí es sorprendido con una comunicación del Cnl. Santiago Carreras, quien había sido enviado desde Buenos Aires a Santa Cruz en su reemplazo y que le ordenaba retornar a la ciudad, menospreciando la importancia de la misión. Esta comunicación la llevó el capitán Olivera, quien, muy a pesar suyo acompañó la expedición, puesto que Warnes consultó con sus oficiales y tropa, acordándose proseguir la marcha y atacar al enemigo.
Como es sabido, paralelamente a la guerra militar se entrelazaban también las pugnas y estrategias políticas en toda América. Cierto sector político de Santa Cruz habría solicitado el cambio de Warnes a Rondeau; éste dio curso a la solicitud, tomando en cuenta la renuncia del gobernador a principios de agosto, enviando a Carreras como sustituto.  La soberana elección de Warnes seguramente no fue del agrado de los mandos militares.
En el camino, Warnes negoció con varias tribus chiquitanas, llegando a reunir con los suyos un contingente de 2000 hombres. Poco se ha hablado de la participación indígena oriental en la guerra de la independencia, pero su aporte en capitanes, guerreros y personal auxiliar fue muy importante para la causa americana. 
Desde la salida de la ciudad hasta el día de la batalla, la "larga y penosa marcha"(sic) que tuvieron que realizar, duró 35 días.

### Breve gobierno de Santiago Carreras
Mientras Ignacio Warnes combatía en Chiquitos, el centralismo de Buenos Aires -alimentado por activistas interiores y por el propio Juan Antonio Álvarez de Arenales, que lo rivalizaba por razones personales- lo sustituyó por el Cnl. Santiago Carreras, como gobernador de Santa Cruz, desconociendo la voluntad soberana del pueblo. El Libertador rioplatense-cruceño entonces se queda a gobernar en la chiquitania, organizando la producción y el Estado, como lo hizo a su llegada a Santa Cruz. Fortaleció allí las bases de la patria, conocedor de la amenaza brasileña que, en 1811 avanzó sobre Chiquitos y Cordillera y, en 1815, se constituía en un reinado unido a Portugal. 
La historia del infortunado interventor Carreras y sus oficiales en Santa Cruz es un tema aparte. Lo cierto es que meses después, es victimado a tiros y se atribuyó el hecho a los "Pardos Libres”, quienes al regresar de Santa Bárbara fueron humillados por los nuevos mandantes. 
Se realizaron las respectivas investigaciones formales, pero no se llegó a ninguna conclusión oficial. 
“Carreras gobernó un tiempo, pero se malquistó con el escuadrón de los Pardos y fue muerto de un tiro en la Casa de Gobierno, en noviembre de 1815. Warnes, que se hallaba en Chiquitos, volvió a Santa Cruz y los doce oficiales argentinos que habían acompañado a Carreras se retiraron en señal de protesta, incorporándose nuevamente a su ejército…” dice el historiador Enrique de Gandía.
El pueblo nuevamente aclamó a Warnes y luego de cumplir sus labores en la región, volvió a Santa Cruz de la Sierra a principios de 1816. Desde ese momento, se dirigía la Republiqueta con absoluta autonomía y Warnes sólo mantenía comunicación con su amigo el general Manuel Belgrano, como consta en la correspondencia dirigida por el prócer a Güemes; el Cabildo de Santa Cruz de la Sierra realizó contactos con su similar de Salta en los preámbulos de la Batalla de El Pari.

## La batalla
Habiendo conocido la aproximación del Ejército Cruceño, las fuerzas realistas abandonan la estancia de Santa Lucía y se dirigen a Santa Bárbara, más próximo a la misión de San Rafael, después de quemar el caserío y envenenar las aguas. En la espera, Altolaguirre ordenó a sus leales reunir leña en aquella estancia con el objeto de incinerar los cuerpos de los soldados patriotas que tendrían que caer en la batalla que se avecinaba.
El 7 de octubre, Warnes, al mando de 2.000 hombres, entre los que contaba el batallón de Infantería "Pardos Libres" enfrenta en la estancia de Santa Bárbara a las fuerzas realistas comandadas por los coroneles Juan Altolaguirre y Juan Francisco Udaeta, de casi 2500 efectivos, entre soldados e indios, infligiéndoles una total derrota y tomándoles gran número de prisioneros y armamento. 
Los historiadores afirman que Altolaguirre murió en batalla y Udaeta nuevamente logró fugar, esta vez al Brasil. En los últimos años ha sido revisada la primera afirmación y el extinto investigador Oscar Tonelli afirmó que posteriormente Altolaguirre estuvo en Cáceres, Brasil . Se deberá verificar tal situación con nuevas investigaciones.

## Parte y proclama después de la batalla
Después de la batalla, Warnes emitió un parte de la batalla desde el Cuartel General de San Rafael, fechado el 14 de octubre en el que detalla todo el despliegue de la victoriosa contienda. 
Lo dirige al Supremo Director del Estado y General en Jefe del Ejército Auxiliar José Rondeau y comienza de la siguiente manera:

Si las acciones del Tucumán y Salta dieron días de gloria a la Nación y honor a las Armas de la Patria, no será menos la que el día 7 el presente mes se ha dado contra los enemigos que ocupaban esta vasta provincia en la Quebrada de Santa Barbara, distante de edsta Capital tree leguas. Después de una larga y penosa marcha de treinta y cinco días por entre montes y caminos inundados de agua, principalmente para la Infantería...

Luego da detalle pormenorizado de la batalla y sus resultados, con nombres y apellidos incluso.
Dato interesante, que se ha prestado para diversas interpretaciones por parte de historiadores, es el tema de la leña reunida por los realistas. El escritor boliviano Carlos Hugo  Molina, en uno de sus apuntes lo resume de la siguiente manera: “Antes de la batalla, los nombrados coroneles habían ordenado amontonar leña para quemar a los patriotas que tomasen después de su victoria. No se efectuó la quemazón de patriotas”. Lo que lógicamente ocurrió fue que se incineraron los muertos para evitar epidemias, como lo afirma el propio Warnes en su parte de batalla: "El campo temí se me infectase y poniendo en movimiento toda la División, ordené se hicieran treinta hogueras..." 
A los dos días se ocupó de elogiar el desempeño de su ejército, en una proclama dirigida al pueblo de Chiquitos. Entre otras cosas dice: 
“Yo creería faltar a mis deberes si dilatara manifestar los tiernos sentimientos de gratitud y de gozo, y aún de engreimiento que han producido en mi las demostraciones de valor y constancia de la Tropa que tengo el honor de mandar (…) Los cruceños han destruido esa tropa de forajidos, los cruceños con su heroica constancia y con paciencia invencible, han opuesto una barrera a sus proyectos interminables (…)
Jamás podrá borrarse en mi memoria la idea sorprendente que imprimió en ella el justo y plausible acontecimiento del sábado siete de Octubre, día especialmente consagrado a nuestra Generala y Señora de las Mercedes, bajo cuya protección y amparo se puso a disputar la Victoria en la lid más tremenda que vieran las Provincias Unidas…” 
En esta proclama también elogia al pueblo chiquitano y le ofrece su amor y protección, a la vez que promete el retorno de los padres de la Compañía de Jesús, a quienes llama de  "lumbreras de la Iglesia.

## Homenaje a la batalla
En honor a la Batalla de Santa Bárbara el municipio de Santa Cruz de la Sierra nominó una céntrica calle con su nombre. El año 2016, durante el Bicentenario, el Gobierno Autónomo Departamental de Santa Cruz, comenzó los trabajos de puesta en valor del sitio mismo donde se realizaron las operaciones de guerra. 
Asimismo, el Comité del Bicentenario junto a la Universidad pública rodaron un documental cinematográfico con los detalles de la campaña y lo pusieron a disposición del público con el nombre de "La Victoria de Santa Bárbara".